# Herb Białej Podlaskiej
Herb Białej Podlaskiej – jeden z symboli miasta Biała Podlaska w postaci herbu. Herb miasto zawdzięcza Michałowi Kazimierzowi Radziwiłłowi.

## Wygląd i symbolika
Herb stanowi w czerwonym polu herbowym en face srebrna (biała) postać świętego Michała w zbroi, ze złotym nimbem, z takowym mieczem w prawej i takąż ręczną wagą szalkową w lewej dłoni, stojąca na smoku barwy zielonej. Miecz uniesiony ostrzem do góry. Smok leżący na plecach, skulony w odruchu obronnym, w otwartą paszczą, z ogonem owiniętym wokół prawej nogi świętego Michała.